# Bystryj
Bystryj (ukrainisch Бистрий; russisch Быстрый Bystry, polnisch Bystra) ist ein kleines Dorf im Rajon Drohobytsch der Oblast Lwiw im Westen der Ukraine 73 Kilometer südwestlich der Oblasthauptstadt Lemberg und 14 Kilometer südlich der Rajonshauptstadt Drohobytsch am Zusammenfluss der Bystryj mit dem Temenez (Темешень) gelegen.
Am 12. Juni 2020 wurde das Dorf ein Teil der neu gegründeten Stadtgemeinde Truskawez (Трускавецька міська громада/Truskawezka miska hromada), bis dahin war ein Teil der Landratsgemeinde Dobrohostiw.
Der Ort wurde 1670 zum ersten Mal schriftlich erwähnt und lag zunächst in der Polnisch-Litauischen Adelsrepublik (als Teil der Woiwodschaft Ruthenien), von 1774 bis 1918 gehörte er unter seinem polnischen Namen Bystra zum österreichischen Kronland Galizien und war der Bezirkshauptmannschaft Drohobycz unterstellt.
Nach dem Ende des Ersten Weltkrieges kam der Ort zu Polen (in die Woiwodschaft Lwów, Powiat Drohobycz, Gmina Stebnik), wurde im Zweiten Weltkrieg kurzzeitig von der Sowjetunion und dann ab 1941 bis 1944 von Deutschland besetzt.
Nach dem Ende des Krieges wurde der Ort der Sowjetunion zugeschlagen, dort kam das Dorf zur Ukrainischen SSR und ist seit dem Zerfall der Sowjetunion 1991 ein Teil der unabhängigen Ukraine.